# چیورنی کلیوچ
چیورنی کلیوچ (انگلیسی: Chyorny Klyuch) یک شهرک در شهرستان بلورتسکی باشقیرستان کشور روسیه است.